# Леонтьев, Иван Сергеевич (вице-губернатор)
Иван Сергеевич Леонтьев (10 марта 1835 — 7 марта 1917) — Виленский и Полтавский вице-губернатор; действительный статский советник; камергер.

## Биография
Происходил из рода Леонтьевых: из ветви боярина Гавриила Леонтьевича Леонтьева. Родился в семье полковника Сергея Борисовича Леонтьева (1785 — ок. 1845) и Марии Петровны (1793 — ок. 1855), урождённой княжны Оболенской. Родился 10 марте 1835 года[по какому календарю?]. Детство провёл в имении родителей — сельце Корытня Тарусского уезда Калужской губернии.
В службе с 20 июня 1876 года.
Был почётным мировым судьёй Виленского уезда. В 1898 году в чине статского советника был назначен вице-губернатором Виленской губернии, затем (в марте 1901) на такую же должность в Полтавской губернии; с 1899 года — камергер. Затем был чиновником особых поручений при главноуправляющем Канцелярией по учреждениям императрицы Марии. С 18.04.1910 — действительный статский советник.
Был награждён орденами Св. Анны 2-й ст. (1894), Св. Владимира 3-й ст. (1896), Св. Станислава 1-й ст. (1912).
Умер 7 марта 1917 года[по какому календарю?].
Его сын, Александр (1885—1957) окончил Императорское училище правоведения (1907), служил в лейб-гвардии Уланском полку, затем — в Кавалергардском полку; к 1917 году — полковник; эмигрировал в Англию; похоронен в Лондоне на кладбище Hendon Park Cemetery.

## Источник
- Придворный календарь на 1915 год. Комментарии.
- Леонтьев Иван Сергеевич // Список гражданским чинам четвертого класса. Исправлен по 1-е марта 1916 года. Часть первая. — Петроград: Издание инспекторского отдела Собственной Его Императорского Величества канцелярии. Сенатская типография, 1916. — С. 1607.